# David Amess
David Anthony Andrew Amess (uttal: [ˈeɪmɪs]), född 26 mars 1952 i Plaistow i Newham i London (i dåvarande Essex), död 15 oktober 2021 i Leigh-on-Sea i Essex, var en brittisk konservativ politiker. Han var 1983–1997 ledamot av underhuset för Basildon och 1997–2021 ledamot för Southend West, bägge valkretsarna belägna i Essex.
Han var bland annat lärare och jobbade i försäkringsbranschen innan han blev heltidspolitiker. Som politiker verkade han för djurrättigheter och bättre behandling av endometrios.

## Död
Den 15 oktober 2021 medverkade Amess vid ett valkretsmöte i Belfairs metodistkyrka i Leigh-on-Sea när han knivhöggs flera gånger. Amess vårdades för sina skador på platsen men avled. En misstänkt 25-årig man av somalisk härkomst greps på platsen. Polisen kom senare att rubricera mordet som terrorism.